# Esperienze (album)
Esperienze è il terzo album del cantautore italiano Ron.

## Descrizione
In quest'album l'artista si firma ancora con il nome reale Rosalino Cellamare.
I testi delle canzoni sono tutti di Gianfranco Baldazzi, mentre le musiche sono scritte dallo stesso Ron, gli arrangiamenti sono curati da Sergio Rendine, che chiama come coristi il gruppo vocale della Schola Cantorum di Edoardo De Angelis.
L'album viene registrato negli studi della RCA, ed i tecnici del suono sono Giuseppe Bernardini e Paolo Venditti.
Tra le canzoni del disco sono particolarmente significative la title track, che racconta la vicenda di un amante che, quando la sua lei torna dal marito, si sente tradito (e che viene pubblicato anche come 45 giri con sul retro la canzone Fenomeni naturali), Colori, forme e voci, molto elaborata musicalmente, e la suite Non ti lascio andare via, che è la più lunga canzone mai incisa da Ron, con i suoi oltre undici minuti; il brano La mia scimmia verrà nel 1976 utilizzato come retro del 45 giri Evviva il grande amore.
La copertina dell'album raffigura un disegno di un ponte, realizzato dallo studio Dojimi e Botti.
Non sono riportate informazioni sui musicisti che suonano nel disco.
L'album segnò un temporaneo abbandono della musica disimpegnata che non rispondeva più alle preferenze del grande pubblico durante gli anni di piombo. Nello stesso anno, Ron fu il protagonista del film Lezioni private di Vittorio De Sisti, e da allora interruppe l'attività musicale fino al 1979, quando, sul finire del periodo stragista, la musica melodica tradizionale aveva ripreso appeal e Dalla lo chiamò a curare gli arrangiamenti del tour Banana Republic ed in particolare del brano Ma come fanno i marinai.

## Tracce
Lato A
1. Esperienze – 4:19
2. Tuo fratello (che fa i computer) – 4:20
3. Colori, forme, voci e odori – 4:57
4. La mia scimmia – 3:20

Lato B
1. Non ti lascio andare via – 11:30
2. Fenomeni naturali – 4:01
3. Il ponte – 2:30